# Nomi Meron
Nomi Meron, geb. Hella Mittler (11. März 1924 in Wien – 14. Januar 2019) war eine Überlebende des NS-Regimes, Musikpädagogin und Zeitzeugin. Sie lebte ab 1939 in Israel.

## Leben und Werk
Im Alter von vierzehn Jahren, nach dem Anschluss Österreichs an das Deutsche Reich, wurde Hella der Schule verwiesen, ihr Vater verlor seine Arbeit als Hauptkassier bei der Kleinen Volks-Zeitung. Im September 1938 wurde sie gemeinsam mit ihrer Zwillingsschwester Eva nach Ahrensdorf bei Berlin in ein Hachschara-Lager geschickt, wo sie auf die Auswanderung nach Palästina vorbereitet wurde. Weil sie keine Einreisegenehmigung für England erhielt, emigrierte sie 1939 mit der Jugendalijah nach Israel, während die Eltern und der ältere Bruder nach England emigrierten. Die beiden Schwestern lebten und arbeiteten im neugegründeten Kibbuz Masada. Erst drei Jahre später wurde sie mit ihren Eltern vereint. Später gründete sie in Israel eine Familie mit ihrem Mann Isi Meron.
Nach einigen Jahren in der Landwirtschaft nahm Meron ihre musikalische Ausbildung wieder auf, leitete schließlich mehrere Chöre und gründete im Kibbuz Massada ein Mandolinenorchester. Sie arbeitete sodann als Musikpädagogin an Schulen in Degania, Haifa und Jerusalem und entwickelte eigene Ansätze für die musikalische Früherziehung nach dem mother tongue principle. Mehrere Jahre war sie bei den Salzburger Sommer-Musikhochschulwochen am Orff-Institut des Mozarteums verpflichtet. Mehr als 30 Jahre lang verbrachte sie alljährlich mehrere Monate im Jahr in Österreich und engagierte sich in der Israelitischen Kultusgemeinde als Brückenbauerin zwischen Juden und Christen. 2010 wurde sie von der Republik Österreich für „ihr langjähriges Engagement als Kulturvermittlerin“ geehrt.

## Zitat
„Also, so hat es dann angefangen in der Schule, dass man uns nicht mehr drangenommen hat. Und dann, im April, sind wir aus der Schule geflogen. Mitten in der vierten Klasse Gymnasium. [...] Und den nächsten Tag hat man dann den Papa aus der Arbeit geschmissen. Und dann ist langsam das Geld ausgegangen. Es war kein Geld da um Essen zu kaufen.“

## Auszeichnung
- 2010: Goldenes Ehrenzeichen für Verdienste um die Republik Österreich[3]

## Nachweise
1. ↑  Wien, bis zum "Anschluss": Hella Mittler – heute: Nomi Meron – Jerusalem – Lebensgeschichte einer starken Frau (Memento des Originals vom 15. Februar 2019 im Internet Archive)  Info: Der Archivlink wurde automatisch eingesetzt und noch nicht geprüft. Bitte prüfe Original- und Archivlink gemäß Anleitung und entferne dann diesen Hinweis.
2. ↑  Die Letzten Zeugen (Memento des Originals vom 6. Dezember 2014 im Internet Archive)  Info: Der Archivlink wurde automatisch eingesetzt und noch nicht geprüft. Bitte prüfe Original- und Archivlink gemäß Anleitung und entferne dann diesen Hinweis., abgerufen am 26. November 2014
3. ↑  Liste der Träger des Ehrenzeichens für Verdienste um die Republik Österreich. Abgerufen am 7. Februar 2015.

| Personendaten    | Personendaten                                             |
| ---------------- | --------------------------------------------------------- |
| NAME             | Meron, Nomi                                               |
| ALTERNATIVNAMEN  | Mittler, Hella (Geburtsname)                              |
| KURZBESCHREIBUNG | Überlebende des NS-Regimes, Musikpädagogin und Zeitzeugin |
| GEBURTSDATUM     | 11. März 1924                                             |
| GEBURTSORT       | Wien                                                      |
| STERBEDATUM      | 14. Januar 2019                                           |